# Борщевський Валентин Якович
Валенти́н Я́кович Борще́вський (нар. 20 квітня 1910, Валегоцулівка, Ананьївський повіт, Херсонська губернія, Російська імперія — 3 квітня 1989, Дніпропетровськ, Українська РСР, СРСР) — український джерелознавець, історіограф, краєзнавець. Доктор історичних наук (1964), професор (1967).

## Життєпис
Народився в теперішньому селі Долинське Ананьївського району Одеської області в родині ветеринарного лікаря.
У 1930 вступив, а у 1933 році закінчив сільськогосподарський технікум, працював дільничним агрономом. З 1935 по 1940 роки навчався на історичному факультеті Одеського університету. Після закінчення університету працював викладачем Кременецького вчительського інституту (Тернопільська область).
Учасник німецько-радянської війни. Від 1946 року працював старшим викладачем, доцентом, деканом історичного факультету Дніпропетровського університету, завідував кафедрами: історії СРСР (1952—1955), загальної історії (1966—1972), історіографії та джерелознавства (1972—1978), останні роки був професором кафедри історіографії та джерелознавства.
Помер у м. Дніпропетровськ.

## Наукова діяльність
У 1949 році захистив кандидатську дисертацію на тему: «Перемога радянської влади в Катеринославі», у 1964 році — докторську дисертацію на тему: «Історія робітничого класу і Рад Донецько-Криворізького басейну в Жовтневій революції».
Автор та співавтор понад 50 праць.

## Нагороди
Нагороджений орденом Вітчизняної війни 2-го ступеня (11.03.1985) і медалями.